# Ctenoplusia microstigma
Ctenoplusia microstigma là một loài bướm đêm trong họ Noctuidae.